# 2005 في إثيوبيا
فيما يلي قائمة بالأحداث التي وقعت خلال عام 2005 في  إثيوبيا.

## في السلطة
- الرئيس : غيرما ولد غيورغيس
- رئيس الوزراء : مليس زيناوي

## أحداث

### يناير
- 2 يناير - أكثر من 50000 شخص يتظاهرون في العاصمة أديس أبابا ضد خطط الحكومة لاستئناف المحادثات على الحدود مع إريتريا. [1]

### أبريل
- 19 أبريل - أُعيد الجزء الأول من مسلة أكسوم إلى إثيوبيا بعد أن نقله موسوليني إلى روما في عام 1937. [2]
- 25 أبريل - إعادة الجزء الثالث والأخير من المسلة إلى إثيوبيا. [3]

### مايو
- 10 مايو - تتهم هيومن رايتس ووتش إثيوبيا بمضايقة واحتجاز سياسيين معارضين في منطقة أوروميا. [4]
- 15 مايو - الانتخابات العامة الاثيوبية 2005
- 16 مايو - منع رئيس الوزراء زيناوي التظاهرات في العاصمة أديس أبابا بعد مزاعم المعارضة بأن الجبهة الديمقراطية الثورية الشعبية الإثيوبية الحاكمة متورطة في مضايقة أعضاء المعارضة وتزوير الانتخابات. [5]
- 28 مايو - كشفت النتائج المؤقتة عن فوز الجبهة الديمقراطية الثورية للشعب الإثيوبي بأغلبية المقاعد في الحكومة لكن المعارضة تزعم تورطها في التزوير ومن المقرر صدور نتائج الانتخابات في 8 يونيو. [6]

### يونيه
- 6 يونيو - اعتقال أكثر من 500 طالب بعد احتجاجات ضد الانتخابات. تم تأجيل موعد نتيجة الانتخابات إلى 8 يوليو بعد مزاعم التزوير من قبل المعارضة. [7]
- 11 يونيو - زعم أعضاء في المعارضة أن الحكومة أبقت على زعيم التحالف من أجل الوحدة والديمقراطية هايلو شاويل والمسؤول الكبير ليديتو أيالو قيد الإقامة الجبرية وطالبوا بإطلاق سراحهم. [8]
- 22 يونيو - تزعم أحزاب المعارضة أن محققي الحكومة أسقطوا جميع مزاعم التزوير الانتخابي. [9]

### يوليو
- 8 يوليو - أول نتائج اقتراع أجريت في مايو تكشف فوز الجبهة الديمقراطية الثورية للشعب الإثيوبي. تزعم جبهة CUD حدوث احتيال واحتجاجات في أديس أبابا خلفت 36 قتيلاً على الأقل. [10]
- 25 يوليو - مقتل خمسة اشخاص في تفجيرات في ملهى ليلي في المنطقة الصومالية. [11]

### نوفمبر
- 1 نوفمبر - اندلعت الاحتجاجات في أديس أبابا بسبب مزاعم بتزوير الانتخابات، مما أدى إلى اشتباكات أدت إلى مقتل ضابطي شرطة و 6 متظاهرين. [12]
- 3 نوفمبر - في اليوم الثالث من الاحتجاجات، ارتفع عدد قتلى الاشتباكات بين المتظاهرين والشرطة إلى 40 على الأقل. [13]
- 4 نوفمبر - بدأ العنف ينحسر في العاصمة مع استمرار انتشار الاشتباكات في ديبري برهان. ومع ذلك، هناك عدد قليل من المتاجر مفتوحة ولا توجد سيارات أجرة عاملة. [14]
- 13 نوفمبر / تشرين الثاني - دافع رئيس الوزراء زيناوي عن الحكومة ضد منتقديه بعد أن شنت الشرطة حملة قمع عنيفة على المتظاهرين وسجن أعضاء المعارضة بتهم الخيانة العظمى. [15]